# Il giorno e la notte (film)
Il giorno e la notte è un film del 2021 diretto da Daniele Vicari in modalità da remoto durante il lockdown della pandemia di COVID-19.

## Trama
La storia di alcune coppie che viaggiano parallele in un'unica situazione. Un giorno il telegiornale dà la notizia d'un misterioso attentato chimico a Roma. Tutti sono obbligati a stare chiusi in casa e nessuno può uscire mentre le strade si svuotano.

## Distribuzione
Il film è stato distribuito sulla piattaforma RaiPlay a partire dal 17 giugno 2021.